# Smrdáky
Smrdáky jsou obec na Slovensku v okrese Senica.

## Poloha
Obec leží na západním Slovensku v Záhorské nížině, na úpatí Bílých Karpat, v nadmořské výšce 241 m n. m., v údolí otevřeném na jih, které na severozápadě i severovýchodě lemují pahorky s ovocnými sady. Obec je vzdálená od hlavního města Bratislavy 88 km, krajského města Trnava 48,6 km a okresního města Senica 8,3 km, sousedí s pěti obcemi: Senica, Koválov, Rybky, Radošovce a Oreské.

## Dějiny
Historie obce je nerozlučně spjata s léčivými prameny nacházejícími se na jejím území, které ji učinily všeobecně známou, nejen na území Slovenska.
Podle historických dokumentů se osada kdysi jmenovala Nová Ves (Villa Nova). Nynější jméno Smrdáky dostala podle zapáchajících minerálních pramenů. Když se rolníci při jarmarcích scházeli v sousedních městech, těm, co přišli z Nové Vsi, přezdívali "Smrdáci". Toto jméno se časem vžilo a nahradilo dřívější jméno osady.
První písemná zmínka o lázeňství v Smrdácích byla uvedena v urbáři z roku 1617. Vydal ho tehdejší zeměpán Majtény-Novák. Slovenský polyhistor Matej Bel ve svém známém díle Notitia Hungariae Novae Historicogeographia (Historické a zeměpisné znalosti o súvekom Uhersku) z roku 1740 vzpomíná lázeňskou vesničku Smrdáky a poprvé popisuje použití minerální sirovodíkové vody pro léčebné účely. V roce 1763 úřední lékař Ján M. Gottmann připravil rozbor smrdáckych vod, v němž poznamenal, že v budoucnu by v okolí těchto vod mohly vzniknout lázně.
Velmi významná je medicínská disertační práce hlavního lékaře Jozefa Callasa Nagye o lázních Smrdáky (Thermarum Büdösköensium, 1840). Kromě chemického rozboru vod, který dělal nitranský lékárník František Lang Adolf, jsou v ní i indikace – seznam nemocí, které se zde úspěšně léčily již před vznikem lázeňské instituce. Na prvním místě se zmiňují různá kožní onemocnění, jako herpes, lišeje apod.

## Kulturní památky
V obci je římskokatolický kostel sv. Martina z Tours z roku 1680 a kaple sv. Jana Nepomuckého z roku 1831.

## Lázně
První lázeňský dům v Smrdácích postavil majitel pozemků v okolí pramenů, nitranský podžupan Jozef Vietoris, v letech 1832–33. K tomuto období se datují i novodobé dějiny lázní. Později, v roce 1839 také zásluhou majitele J. Vietorise, byla postavena impozantní budova zámečku pro jeho rodinu a vzácné hosty. Po několika přestavbách slouží dodnes. Svým klasicistním portálem se stal zámeček symbolem lázní.
Jozef Vietoris se staral i o vybudování příjemného lázeňského prostředí. Odvodněním močálu získal prostor pro park, do kterého vysazoval vzácné dřeviny. Lázeňský park má dnes rozlohu 16 hektarů a je oblíbeným odpočinkovým místem lázeňských hostů.
Specializací lázní je především léčba kožních onemocnění v kombinaci s chorobami pohybového aparátu s využitím jedinečného přírodního bohatství – sirovodíkové minerální vody a sirného bahna.
Zvláštní postavení a význam mezi slovenskými lázněmi dává Smrdákům jejich chloridovo-hydrouhličitanová vápenatá, sirná, hypotonická léčivá minerální voda. Její nejúčinnější složkou je aktivní dvojmocné síra, obsažená ve vodě ve formě volného a vázaného sirovodíku. Právě pro mimořádně vysoký obsah sirovodíku (přes 400 mg v litru) se minerální voda v Smrdácích považuje za nejkoncentrovanější sirnou vodu na území Slovenska a střední Evropy. Z balneologického hlediska má význam i výskyt léčivého sirného bahna, vyznačujícího se jemnou strukturou a bohatou přesyceností sirnou minerální vodou.